# 维尔弗里德·格勒布纳
维尔弗里德·格勒布纳（德語：Wilfried Gröbner，1949年12月18日—），德国男子足球运动员，司职后卫。他曾代表东德国奥队参加1976年夏季奥林匹克运动会足球比赛，获得一枚金牌。